# Маршалл (округ, Теннесси)
Округ Маршалл (англ. Marshall County) располагается в США, в штате Теннесси. Официально образован 20 февраля 1836 года. По состоянию на 2010 год, численность населения составляла 30 617 человек. Получил своё название в честь американского политического деятеля Джона Маршалла.

## География
По данным Бюро переписи США, общая площадь округа равняется 974 км², из которых 972 км² — суша, и 2 км², или 0,20 % — это водоёмы.

## Население
По данным переписи населения 2000 года в округе проживает 26 767 жителей в составе 10 307 домашних хозяйств и 7 472 семей. Плотность населения составляет 28,00 человек на км2. На территории округа насчитывается 11 181 жилое строение, при плотности застройки около 12-ти строений на км2. Расовый состав населения: белые — 89,42 %, афроамериканцы — 7,77 %, коренные американцы (индейцы) — 0,25 %, азиаты — 0,31 %, гавайцы — 0,01 %, представители других рас — 1,46 %, представители двух или более рас — 0,77 %. Испаноязычные составляли 2,87 % населения независимо от расы.
В составе 33,80 % из общего числа домашних хозяйств проживают дети в возрасте до 18 лет, 56,80 % домохозяйств представляют собой супружеские пары, проживающие вместе, 11,60 % домохозяйств представляют собой одиноких женщин без супруга, 27,50 % домохозяйств не имеют отношения к семьям, 23,90 % домохозяйств состоят из одного человека, 10,00 % домохозяйств состоят из престарелых (65 лет и старше), проживающих в одиночестве. Средний размер домохозяйства составляет 2,56 человека, и средний размер семьи — 3,02 человека.
Возрастной состав округа: 25,60 % — моложе 18 лет, 8,70 % — от 18 до 24, 29,90 % — от 25 до 44, 23,20 % — от 45 до 64, и 23,20 % — от 65 и старше. Средний возраст жителя округа — 36 лет. На каждые 100 женщин приходится 95,40 мужчин. На каждые 100 женщин старше 18 лет приходится 92,90 мужчин.
Средний доход на домохозяйство в округе составлял 38 457 $, на семью — 45 731 $. Среднестатистический заработок мужчины был 31 876 $ против 22 362 $ для женщины. Доход на душу населения составлял 17 749 $. Около 7,30 % семей и 10,00 % общего населения находились ниже черты бедности, в том числе — 10,80 % молодежи (тех, кому ещё не исполнилось 18 лет) и 13,10 % тех, кому было уже больше 65 лет.